# Conduelo Píriz
Conduelo Píriz (* 9. Oktober 1904 oder 17. Juni 1905; † 25. Dezember 1976) war ein uruguayischer Fußballspieler.

## Karriere
Der aus Durazno stammende Conduelo Píriz war der jüngere Bruder des Olympiasiegers Juan Píriz. Er spielte auf Vereinsebene für Nacional Montevideo und den Defensor Sporting. Für den letztgenannten Verein bestritt er jedoch lediglich 28 Spiele.
Der Mittelfeldspieler Píriz war Mitglied der uruguayischen Fußballnationalmannschaft, mit der er sich bei der Fußball-Weltmeisterschaft 1930 den Weltmeistertitel bei der erstmaligen Austragung dieser Veranstaltung sichern konnte. Im Verlauf des Turniers wurde er jedoch nicht eingesetzt.
Insgesamt absolvierte Píriz für sein Heimatland sieben Länderspiele im Zeitraum vom 16. Juni 1929 bis zum 18. Mai 1932, bei denen er kein Tor erzielen konnte. In dieser Zeit konnte er zudem den dritten Platz mit der uruguayischen Auswahl bei der Teilnahme an der Campeonato Sudamericano 1929 in seiner Erfolgsstatistik verbuchen und wurde in jenem Jahr auch bei der Copa Lipton eingesetzt.